# Rejectaria niciasalis
Rejectaria niciasalis är en fjärilsart som beskrevs av Walker 1858. Rejectaria niciasalis ingår i släktet Rejectaria och familjen nattflyn. Inga underarter finns listade.